# 张云 (1917年)
张云（1917年—2010年8月19日），男，山西太原人，中华人民共和国政治人物，曾任中共云南省委常委，云南省革命委员会副主任。